# Bosanska Bojna
Bosanska Bojna szerb falu Bosznia-Hercegovinában, a Bosznia-hercegovinai Föderáció Una-Szanai kantonjában. Közigazgatásilag Velika Kladušához tartozik.

## Fekvése
Bosznia-Hercegovina északnyugati részén, Bihácstól légvonalban 43, közúton 67 km-re északra, Velika Kladušától légvonalban 15, közúton 22 km-re keletre levő dombos, erdős vidéken, a horvát határ mellett, a Kurjašnica és Čemernica-patakok völgye közötti dombháton, valamint a Bojna-patak völgye körüli dombokon fekszik. Északon a horvátországi Obljaj és Bojna falvakkal, nyugaton Glinica faluval, délen Gornja és Donja Gradina falvakkal határos. A falut észak-déli irányban a Čemernica és a Kurjašnica-patak szeli át, amelyek a falu déli határán a Bojna-patakba torkollnak, amelyről a falu nevét is kapta.
A falu domborzata dombos, legmagasabb pontja kb. 250 méter tengerszint feletti magasságban van. A házcsoportok a dombok oldalában és a dombok ellentétes oldalán helyezkednek el, a dűlőutak és ösvények mentén. Úgy néznek ki, mintha az erdőben lennének, mert gyümölcsültetvények, elsősorban szilva, alma és körtefák veszik őket körül. A házak nem soros elrendezésűek, hanem házcsoportokban találhatók.

## Népessége
| Nemzetiségi csoport | Népesség 1991 | Népesség 2013 |
| ------------------- | ------------- | ------------- |
| Szerb               | 466           | 45            |
| Bosnyák             | 1             | 8             |
| Horvát              | 2             | 0             |
| Jugoszláv           | 10            | 0             |
| Egyéb               | 1             | 8             |
| Összesen            | 480           | 61            |

## Története
Bojna nevét először 1388-ban Blagaji grófok birtokaként említik az írásos források. A bojnai vár, amelynek maradványai ma is láthatók, a két Bojna határán, de már a ma Horvátországhoz tartozó oldalon épült. A Bosasnka Bojna-i Beronje és a bojnai Korać között található erősséget 1564-ben említik először azok között a várak között, melyeket a török elleni védekezéshez vettek számba. Az osztrákok megállapították, hogy ez az erőd nem alkalmas védelemre, ezt támasztja alá, hogy a törökök kétszer is elfoglalták, mielőtt elpusztult. Először 1564-ben Mustafa Sokolović bég, 1577-ben pedig Ferhad Sokolović boszniai pasa hódította meg.
A 17. és 18., de különösen a 19. században, a háborúból hazatérve, a szpáhik birtokaik jövedelméből éltek, ezért igyekeztek szpáhiluk minden szabad területét jobbágyokat betelepíteni, mert bevételeiket a jobbágyok munkájából nyerték. A betelepülők először az Oszmán Birodalom területéről, majd a Velencei Köztársaság és a Habsburg Birodalom területéről érkezett ortodox vlach népesség voltak, akik később szerbeknek vallották magukat.
Bojna eredetileg egyetlen falu volt, az 1699-es karlócai békével azonban, amely meghatározta az Oszmán Birodalom és a Habsburg Birodalom határát, Bojnát két falura osztották, amelyek közül az osztrákokhoz tartozó falurész megtartotta a Bojna nevet, míg a falu nagyobb része, amely az oszmánokhoz tartozott, a Bosanska előtagot kapta, így a falu hivatalos neve Bosanska Bojna lett. A falu északkeleti részét az azonos nevű Kurjašnica-patakról Kurjašnicának nevezik.
A szerbek lakta település szerb lakosságának nagy része a bosznai háború idején elmenekült.

## Nevezetességei
Urunk Színeváltozása tiszteletére szentelt pravoszláv temploma 1858-ban épült, és 1883-ban szentelték fel. Négyszer pusztult el (1858-ban és 1875-ben leégett, 1941-ben és 1992-1995-ben pedig lerombolták). A templomot 2010 augusztusában újjáépítették.

## Fordítás
- Ez a szócikk részben vagy egészben  a(z)   Босанска_Бојна című szerb Wikipédia-szócikk ezen változatának fordításán alapul.  Az eredeti cikk szerkesztőit annak laptörténete sorolja fel. Ez a jelzés csupán a megfogalmazás eredetét és a szerzői jogokat jelzi, nem szolgál a cikkben szereplő információk forrásmegjelöléseként.